# Caraguata discoidalis
Caraguata discoidalis es un coleóptero de la familia Chrysomelidae.
Fue descrita científicamente por primera vez en 1923 por Bowditch.